# Mwanza (stad in Malawi)
Mwanza is een stad in Malawi en is de hoofdplaats van het gelijknamige district Mwanza.
Mwanza telt naar schatting 15.000 inwoners.